# Leptodactylus longirostris
Espèce
Statut de conservation UICN

 LC  : Préoccupation mineure
Leptodactylus longirostris est une espèce d'amphibiens de la famille des Leptodactylidae.

## Répartition
Cette espèce se rencontre jusqu'à 1 300 m d'altitude, :
- au Brésil dans les États du Pará, du Roraima, de l'Amapá et de l'Amazonas ;
- en Colombie dans le département de Guainía ;
- au Venezuela dans les États d'Amazonas et de Bolívar ;
- au Guyana ;
- au Suriname ;
- en Guyane.

## Étymologie
Le nom spécifique longirostris vient du latin longus, long, et de rostris, le museau, en référence à son aspect.

## Publication originale
- Boulenger, 1882 : Catalogue of the Batrachia Salientia s. Ecaudata in the collection of the British Museum, ed. 2, p. 1-503 (texte intégral).